# 尼尔乔霍伊
尼尔乔霍伊，是匈牙利索博尔奇-索特马尔-贝拉格州所辖的一个村。总面积34.34平方公里，总人口2136，人口密度62.2人/平方公里（2011年1月1日）。